# 잭팟!
《잭팟!》(영어: Jackpot!)은 2024년 공개된 미국의 액션 코미디 영화로, 폴 피그가 감독을 맡았다. 아쿼피나, 존 시나, 에이든 메이어리, 시무 류 등이 출연하였다.

## 줄거리
2030년 캘리포니아주 정부는 경제난 타개책으로 죽음의 추첨 사업을 운영 중이다. 추첨날 무작위로 뽑힌 당첨자는 그날 해가 질 때까지 살아남아야 상금을 수령할 수 있으며, 총을 제외한 방식으로 당첨자를 죽이는 데 성공한 사람은 당첨자 몫의 상금을 넘겨 받게 된다.
이를 까맣게 모르고 있던 전 아역 배우 케이티 김은 다시 연예계 일을 시작하려고 오디션을 보러 로스앤젤레스에 왔다가 기록적인 36억 달러 상금이 걸린 추첨에 걸리고, 사방에서 케이티를 죽이려고 덤벼들기 시작한다. 이런 케이티 앞에 당첨자 보호 일을 하는 노엘이 나타나 상금 10%를 받는 대가로 경호 역을 자처한다.

## 출연
- 아쿼피나 - 케이티 김 역
- 존 시나 - 노엘 캐시디 역
- 에이든 메이어리 - 샤디 역
- 도널드 엘리스 왓킨스 - DJ 도널드 역
- 콜슨 베이커 - 본인 역
- 시무 류 - 루이스 루이스 역
- 숀 윌리엄 스콧 - 강인한 남성 역
- 돌리 더리언  - 탈라 할머니 역
- 머리 힐 - 조니 그랜드 역
- 모니크 갠더턴 - 호이트 요원 역
- 보비 리 - 본인 역
- 레슬리 데이비드 베이커 - 팜랜드 경비 얼 역